# Germain Vallier
Germain Vallier est un homme politique français né le 17 janvier 1821 à Lyon (Rhône) et décédé le 18 juin 1883 à Paris.

## Biographie
Républicain, il est exilé à Annecy après le coup d’État du 2 décembre 1851. Il devient alors le secrétaire particulier d'Eugène Sue. Il est adjoint au maire de Lyon de 1870 à 1873, puis conseiller général, tout en continuant à écrire dans des journaux républicains. Il est sénateur du Rhône de 1880 à 1883, siégeant au groupe de l'Union républicaine. Il est enterré dans l'ancien cimetière lyonnais de la Croix-Rousse et sa tombe est ornée d'un buste en bronze le représentant, œuvre du sculpteur lyonnais Arthur de Gravillon daté de 1884 et signé.

## Sources
- « Germain Vallier », dans Adolphe Robert et Gaston Cougny, Dictionnaire des parlementaires français, Edgar Bourloton, 1889-1891 [détail de l’édition]